# Новый Борч
Новый Борч — село-эксклав Рутульского района Дагестана. Входит в состав Борчского сельсовета. Анклав на территории Бабаюртовского района.

## Географическое положение
Село расположено на территории Бабаюртовского района, в 25 км к юго-востоку от села Бабаюрт.

## История
Согласно карте РККА 1941 года, на месте нынешнего села распологался населённый пункт Полтавский.
В 1973 году было принято решение о переселении жителей колхоза имени Куйбышева села Борч на прикутаные земли совхоза имени 50-летия ДАССР Рутульского района на землях отгонного животноводства. В 1986 году указом ПВС РСФСР утверждено произведенное Президиумом Верховного Совета Дагестанской АССР наименование населённого пункта, возникшего на территории Борчинского сельсовета Рутульского района — селение Новый Борч.

## Население
| 1939 | 1989  | 2002  | 2010  | 2021  |
| ---- | ----- | ----- | ----- | ----- |
| 5    | ↗1041 | ↗1395 | ↗1605 | ↘1438 |

Говорят на борчинском говоре борчинско-хновского диалекта, который традиционно рассматривается как диалект рутульского языка, но не является взаимопонятным с мухадским диалектом, процент совпадений между борчинско-хновским и другими рутульскими идиомами составляет 85-87%. Моноэтническое рутульское село.